# Pousafoles do Bispo
Pousafoles do Bispo is een plaats (freguesia) in de Portugese gemeente Sabugal en telt 338 inwoners (2001).